# Lélouma (prefektura)
Lélouma – prefektura w zachodniej części Gwinei, w regionie Labé. Zajmuje powierzchnię 4275 km². W 1996 roku liczyła ok. 137 tys. mieszkańców. Siedzibą administracyjną prefektury jest miejscowość Lélouma.